# Nicolas Janvier
Nicolas Janvier (Saint-Malo, 11 de agosto de 1998) é um futebolista profissional francês que atua como meia. Atualmente, joga pelo Alanyaspor.

## Carreira
Nicolas Janvier começou a carreira no Rennes.
Jogou em 2020 no Vitória de Guimarães.
Em 2023, assinou pelo Alanyaspor.